# Seceră vântul sălbatic
Seceră vântul sălbatic (titlul original: Reap the Wild Wind) este un film dramatic american realizat în 1942 de regizorul Cecil B. DeMille în Technicolor. Protagoniștii filmului sunt actorii John Wayne, Paulette Goddard și Ray Milland.

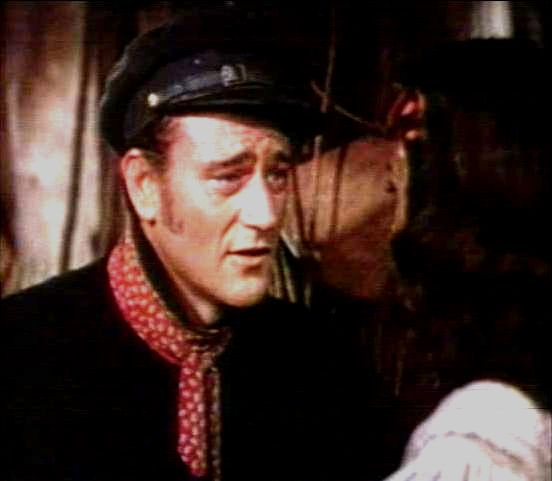
John Wayne în rolul lui Jack Stuart în filmul Seceră vântul sălbatic

## Distribuție
- Ray Milland - Steve Tolliver
- John Wayne - căpitanul Jack Stuart
- Paulette Goddard - Loxi Claiborne
- Raymond Massey - King Cutler
- Robert Preston - Dan Cutler
- Lynne Overman - căpitanul Philpott
- Susan Hayward - Drusilla Alston
- Charles Bickford - Bully Brown
- Milburn Stone - locotenentul Farragut
- Walter Hampden - comandorul Devereaux
- Louise Beavers - Maum Maria, fata în casă la Claiborne
- Martha O'Driscoll - Ivy Devereaux
- Elisabeth Risdon - doamna Claiborne
- Hedda Hopper - mătușa Henrietta
- Oscar Polk - Salt Meat
- Victor Kilian - Mathias Widgeon

## Premii
- 1943 - Premiul Oscar pentru cele mai bune efecte vizuale